# Edvard Harald Bentzen
Edvard Harald Bentzen (2. november 1833 på Frederiksberg – 5. januar 1914 på Frederiksberg) var dansk billedhugger og søn af jernstøber Peter Christian Bentzen og Charlotte Elisabeth Bech.
Edvard Harald Bentzen arbejdede fortrinsvis med portrætbuster. Han huggede mange andre kunstners værker i marmor, f.eks. af sin læremester Herman Wilhelm Bissen, Th. Stein og J.A. Jerichau.
Han var autodidakt som maler. og har kun udført få værker, blandt andet et maleri af H.W. Bissen i sit atelier.
Han er begravet på Frederiksberg Ældre Kirkegård.

## Uddannelse
Edvard Bentzen gik på Det Kongelige Danske Kunstakademi fra 1847 til 1855 hvor han var elev af Herman Wilhelm Bissen. I 1854 fik han den lille sølvmedalje.

## Stillinger
I 1893 blev Edvard Bentzen konservator ved Statens Museum for Kunst, skulpturer og afstøbningssamling.

## Værker

### Skulpturer
- Moderkærlighed (1857)
- Otto Bache (1878, marmor Kunstakad. Kbh.)
- N.F.S. Grundtvig (I 1879 udstillede Bentzen en marmorbuste, formentlig efter Bissens model, Frederiksborgmuseet)[3]
- C. Goos (1880, gips Kbh. Univ.)
- Politidirektør i København, Cosmus Bræstrup, buste i gips (erhvervet af Frederiksborg Museum i 1888)[4]
- Cosmus Bræstrup (1898 Marmorbuster Statens Museum for Kunst) (1920 på Frederiksborgmuseet efter egen gipsbuste fra 1870)
- Forfatter Frederik Barfod, buste i gips, 1882 (erhvervet af Frederiksborg Museum i 1888)[4]
- Rustmester Georg Christensen (1884, Garn.Kgrd.)
- Arkitekt Gustav Frederik Hetsch (1902 bronzebuste på granitsokkel , Kunstindustrimuseet)[5]
- C.F. Aagaard (1897, Fyns Kunstmus.);
- Harald Jensen (1901, bronze Nordjyll. Kunstmus.)
- Hans Knudsen (præst) (1890, buste). Original på Frederiksborgmuseet. I 2003 kopi i bronze placeret på Hans Knudsens Plads.
- Harald Conradsen (1898, gips og marmor Frederiksborgmuseet)
- Carl Christian Vilhelm Liebe (buste udført 1874, i marmor 1896 i Folketinget)
- Lauritz Rasmussen (zink- og bronzestøber, grundlægger af firmaet af samme navn). Udført maleri (tidligere på støberiets kontor), gipsbuste (1877), to bronzerelieffer og en bronzeplakette af samme (tidligere i støberiet)
- Harald Jensen (brændevinsbrænder), buste (1901, Aalborg Historiske Museum)
- Christian Rønnenkamp. I 1844 lavede H.W. Bissen en buste, hvor Bentzen i 1868 lavede kopi (Næsbyholm; Ribe Kunstmuseum)[6]
- Julius Exner (1907, Buste, Frederiksborgmuseet).
- J.P. Langgaard (1882, Buste)

### Malerier
- H.W. Bissen i sit atelier (1866, Frederiksborgmuseum)
- Udsigt over den gamle jernbanevold (1866, Københavns Bymuseum)
- Et maleratelier (1870, Randers Kunstmuseum)

## Stipendier og udmærkelser
- Bielke, 1898
- Kaufmann, 1902
- Raben-Levetzaus fond, 1892, 1904
- Hielmstierne-Rosencrones stiftelse, 1870
- Akademiet 1891, 1901, 1902, 1915

## Galleri
- Buste af ukendt kvinde, 1912
- Edvard Harald Bentzen, Interiør fra et borgerhjem, 1861
- Buste af kvinde med opsat hår

## Udstillinger
- Charlottenborg, 1852-1913 (49 gange med i alt 74 værker)
- Nord. Udstillingen 1872, 83 og 88
- Wien 1882
- 18. Nov. Udst. 1882
- Raadhus udstillingen 1901
- Aarhus udstillingen 1909

## Familie
Edvard Bentzen blev gift den 18. Dec. 1861 i Vor Frelsers Kirke (København) med Marie Sophie Henriette Deichmann, født 7. Maj 1841 i København, død 6. Nov. 1917 i København. Datter af varemægler Jørgen Deichmann og Caroline Elisabeth Fjelsted.
Sammen fik de i alt 11 børn, blandt andet Clara Bentzen (1877-1951) der fik sønnen Gunnar Hansen, der blev kunstner og har udsmykket flere danske kirker.